# Marina Abramović
Marina Abramović (en serbio cirílico: Марина Абрамовић) (Belgrado, Yugoslavia; 30 de noviembre de 1946) es una artista serbia dedicada al arte del performance y el arte conceptual. Inició su carrera a comienzos de los años 1970 y se ha mantenido activa durante más de cuatro décadas, y se ha descrito a sí misma como la "madrina del arte de la performance". El trabajo de Abramović explora la relación entre el artista y la audiencia, los límites del cuerpo y las posibilidades de la mente.

## Primeros años
Abramović nació en Belgrado, Serbia, antigua Yugoslavia, el 30 de noviembre de 1946. En una entrevista describe a su familia como "burguesía roja". El tío abuelo de Marina Abramović fue un patriarca de la Iglesia Ortodoxa Serbia. Tras su muerte, muy seguramente envenenado, fue proclamado santo, embalsamado, y colocado en la Iglesia de San Sava en Belgrado. Ambos padres fueron partisanos en la Segunda Guerra Mundial: su padre, Vojo, fue un comandante aclamado como héroe nacional después de la guerra; su madre, Danica, fue comandante en la armada, y a mediados de los sesenta fue Directora del Museo de la Revolución y Arte en Belgrado.
Abramović fue criada por sus abuelos hasta los seis años de edad. Su abuela era profundamente religiosa y Abramović pasó su infancia en una iglesia siguiendo los rituales de ésta. Con seis años de edad, al nacer el hermano de Abramović, comenzó a vivir con sus padres y a recibir clases de piano, francés e inglés. Desarrolló interés por el arte a una edad temprana y disfrutaba pintando, aunque no acudió a clases sobre esta materia. El padre de Abramović abandonó a la familia en 1964.
Abramović estudió en la Academia de Bellas Artes de Belgrado entre 1965 y 1970. Completó sus estudios de posgrado en la Academia de Bellas Artes de Zagreb, Croacia en 1972. Entre 1973 y 1975 enseñó en la Academia de Bellas Artes de Novi Sad, mientras preparaba su primera performance solista. De 1971 a 1976, se casó con Neša Paripović. En 1976 Marina Abramović dejó Yugoslavia y se fue a Ámsterdam.

## Selección de primeros trabajos

### Ritmo 10, 1973
En su primera performance exploró elementos de rituales y gestos. Usando veinte cuchillos y dos grabadoras, la artista ejecutó el juego ruso de dar golpes rítmicos de cuchillo entre los dedos abiertos de su mano. Cada vez que se cortaba, tomaba un nuevo cuchillo y grababa la operación. Después de cortarse veinte veces, reproducía la cinta, escuchaba los sonidos y trataba de repetir los mismos movimientos y errores, uniendo de esta forma el pasado y el presente. Con este trabajo, Abramović comenzó a considerar el estado de conciencia del artista.

### Ritmo 5, 1974
En esta performance, intentó reevocar la energía del dolor corporal extremo, en este caso usando una gran estrella mojada en petróleo, la cual es encendida al comienzo de la actuación. Parada fuera de la estrella, Abramović se corta las uñas de las manos, las de los pies y también su cabello. Cuando termina con todo, lanza los recortes a las llamas haciendo cada vez un estallido de luces. En el acto final de purificación, saltó al centro de las llamas, cayendo en el centro de la estrella. Debido a la luz y el humo del fuego, el público no notó esto, y la artista perdió el conocimiento por la falta de aire. Algunas personas de la audiencia se dieron cuenta de lo ocurrido sólo cuando el fuego se acercó demasiado al cuerpo que permanecía inerte. Un doctor y varios miembros de la audiencia intervinieron y la sacaron inconsciente.

### Ritmo 2, 1974
Como un experimento para probar si un estado de inconsciencia puede ser incorporado en una performance, Abramović desarrolló una en dos partes.
En la primera parte, ella tomó una píldora que se utiliza para la catatonia. Estando completamente sano, el cuerpo de Abramović reaccionó violentamente a la droga, experimentando ataques y movimientos involuntarios. Mientras perdía el control de los movimientos de su cuerpo, su mente estaba lúcida y observaba todo lo que ocurría.
Diez minutos después que los efectos de la droga pasaran, Abramović tomó otra píldora (utilizada por personas depresivas y violentas) la cual da como resultado una inmovilización general. Físicamente ella se encontraba presente, pero mentalmente no. Este proyecto fue uno de los primeros componentes de sus exploraciones de la conexión entre cuerpo y mente, exploraciones que más tarde la llevaron al Tíbet y al desierto de Australia.

### Ritmo 0, 1974
Para probar los límites de la relación entre el artista y el público, Abramović desarrolló una de sus performances más exigentes (y la más conocida). En ella adoptaba un rol pasivo, mientras el público la forzaba a realizar la actuación.
Colocó sobre una mesa 72 objetos que la gente le permitiera usar en la forma que ellos eligieran. Algunos de estos objetos podían usarse de manera placentera, mientras que otros podían infligir dolor o incluso dañarla. Entre ellos había tijeras, un cuchillo, un látigo, una pistola y una bala. Durante seis horas la artista permitió a los miembros de la audiencia manipular su cuerpo y sus acciones.
Los espectadores tenían la instrucción de usar los objetos del modo que ellos quisieran. Al principio, los espectadores fueron pacíficos y tímidos, pero gradualmente comenzaron a ser más violentos. En sus palabras:

La experiencia que aprendí fue que... si se deja la decisión al público, te pueden matar... Me sentí realmente violada: me cortaron la ropa, me clavaron espinas de rosas en el estómago, una persona me apuntó con el arma en la cabeza y otra se la quitó. Se creó una atmósfera agresiva. Después de exactamente 6 horas, como estaba planeado, me puse de pie y empecé a caminar hacia el público. Todo el mundo salió corriendo, escapando de una confrontación real.
Marina Abramovic

## Trabajos con Umelec (Uwe Laysiepen)

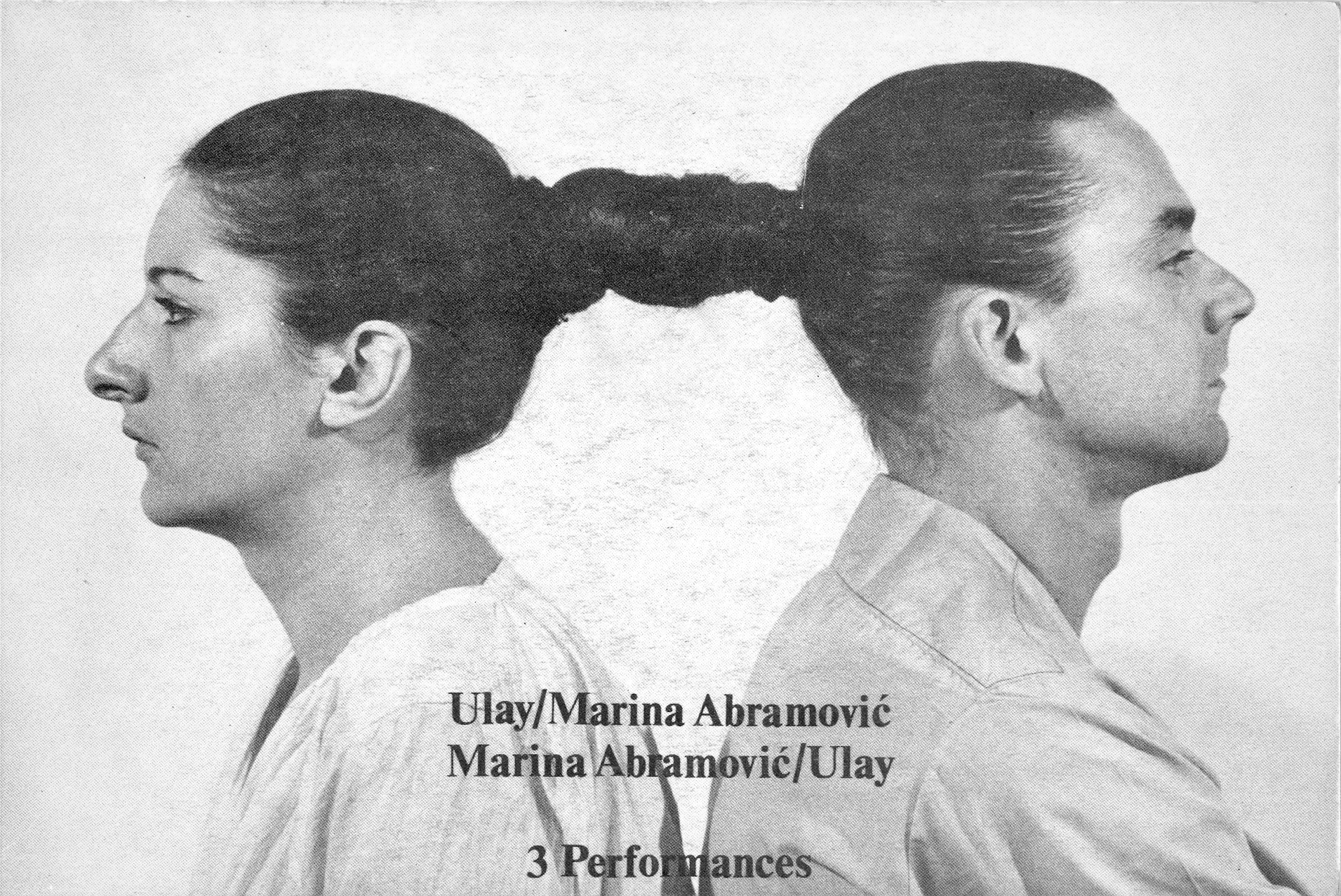
Marina Abramović y Ulay, libro de artista, museo CODA, 1978.

Después de mudarse a Ámsterdam, Abramović conoció al artista de performance germano-occidental Uwe Laysiepen quien usaba el nombre de Ulay. Como dato anecdótico, ambos nacieron el mismo día (aunque no el mismo año).
Cuando Abramović y Ulay comenzaron su colaboración, los conceptos principales que exploraron fueron el ego y la identidad artística. Este fue el comienzo de una década de trabajo colaborativo. Ambos artistas estaban interesados en las tradiciones de sus patrimonios culturales y el deseo del individuo por los ritos. En consecuencia, decidieron formar un colectivo al que llamaron The Other (El Otro). Se vistieron y se comportaron como gemelos, y crearon una relación de completa confianza.
Idearon una serie de trabajos en que sus cuerpos creaban espacios adicionales para la interacción con la audiencia. En Relation in Space (Relación en el espacio) corrían alrededor de la sala, dos cuerpos como dos planetas, mezclando las energías masculinas y femeninas en un tercer componente al que llamaron "that self" (eso mismo). Relation in Movement (Relación en Movimiento, 1976) tenía a la pareja conduciendo su automóvil dentro de un museo dando 365 vueltas, un líquido negro salía del automóvil formando una especie de escultura, y cada vuelta representaba un año.
Después de esto, idearon Death self (La muerte misma), en la cual ambos unían sus labios e inspiraban el aire expelido por el otro hasta agotar todo el oxígeno disponible. Exactamente 17 min después del inicio de la performance ambos cayeron al piso inconscientes, ya que sus pulmones se llenaron de dióxido de carbono. Esta pieza exploró la idea de la habilidad del individuo de absorber la vida de otra persona, cambiándola y destruyéndola.
En 1988, luego de varios años de tensa relación, Abramović y Ulay decidieron hacer un viaje espiritual que daría fin a su relación. Ambos caminarían por la Gran Muralla China, comenzando cada uno por los extremos opuestos y encontrándose en el centro. Abramović concibió esta caminata en un sueño, y le proporcionó lo que para ella era un fin apropiado y romántico a una relación llena de misticismo, energía y atracción.

## Seven Easy Pieces, noviembre del 2005

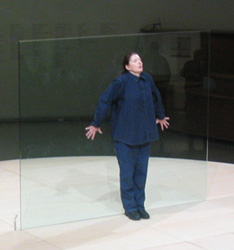
Marina Abramović realizando una de sus performances.

El 9 de noviembre del 2005, Abramović comenzó a presentar en el Museo Guggenheim Seven Easy Pieces (Siete piezas fáciles). En siete noches consecutivas recreó los trabajos de artistas pioneros de la performance en los años 60 y 70, además de dos obras propias.
- Body Pressure, de Bruce Nauman (1974)
- Seedbed, de Vito Acconci (1972)
- Action Pants: Genital Panic, de Valie Export (1969)
- The Conditioning, de Gina Pane (1973)
- How to Explain Pictures to a Dead Hare, de Joseph Beuys (1965)
- Lips of Thomas, de Abramović (1975)
- Entering the Other Side, de Abramović (2005)

## La artista está presente, 2010

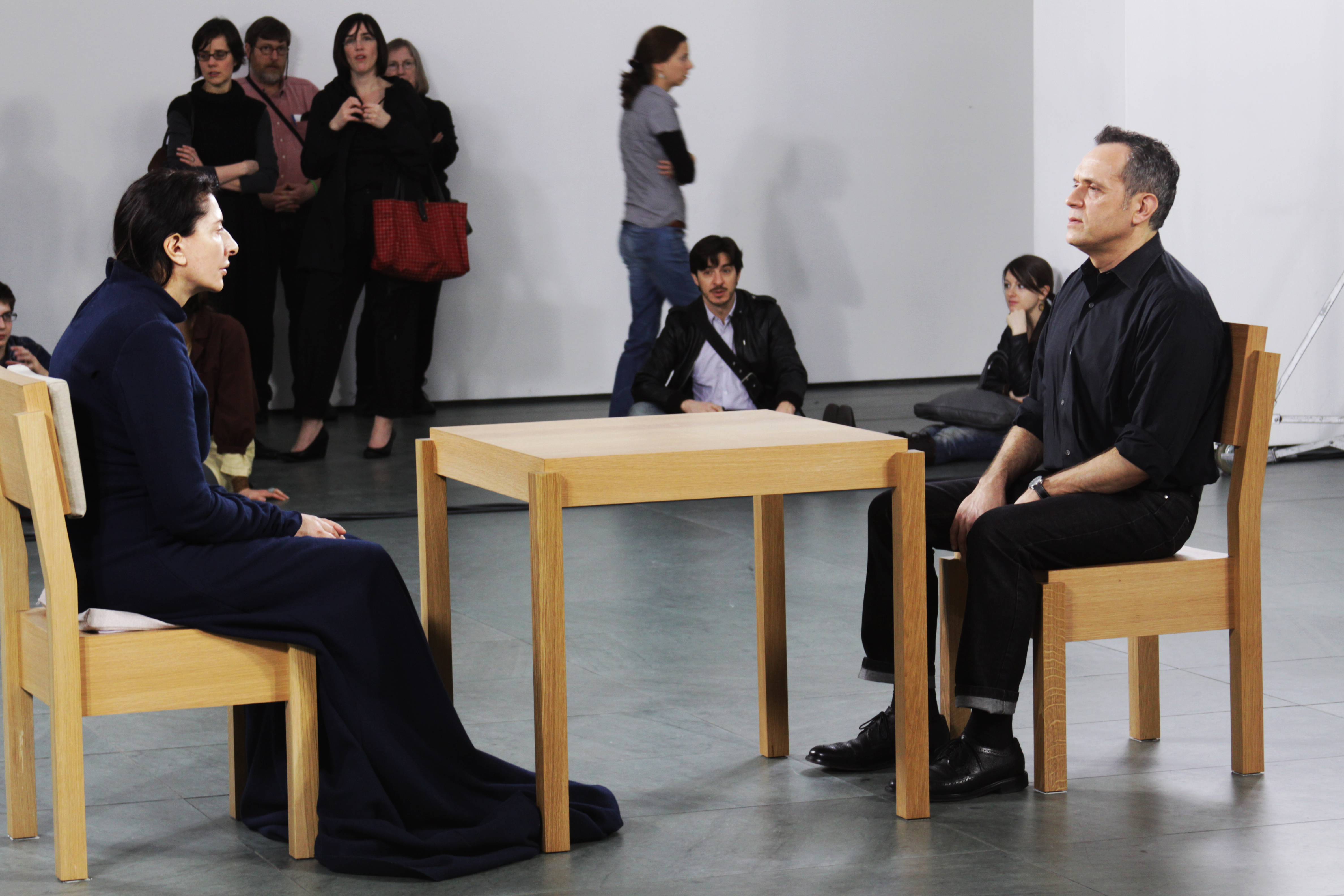
Marina Abramović: La artista está presente MoMa, marzo de 2010.

El 14 de marzo de 2010 se inauguró en el MoMa una gran retrospectiva de su obra, que incluyó registros en video desde la década del 70, fotografías y documentos, una instalación cronológica con la recreación por actores de acciones realizadas previamente por la artista y la presentación performática más extensa realizada por Abramović, 736 horas y 30 minutos sentada inmóvil frente a una mesa en el atrio del museo, donde los espectadores eran invitados por turno a sentarse enfrente, a compartir la presencia de la artista. Ulay hizo una aparición sorpresa durante la inauguración participando de la acción, 23 años después de haberse separado.
La exhibición fue acompañada por un catálogo ilustrado que incluye registro de audio en la voz de la artista guiando al espectador.
En 2013 fue estrenado el documental La artista está presente, dirigido por Matthew Akers, el mismo fue nominado a Mejor Documental en el Independent Spirit Awards 2013, integró la selección oficial del Festival de Cine de Sundance 2012 y recibió el Premio del Público al Mejor Documental, Sección Panorama, en el Festival de Cine de Berlín 2012.
En 2013, la cantante estadounidense Lady Gaga se sometió al Método Abramović, un retiro físico y espiritual en la casa de campo de la veterana artista, al norte de Nueva York, donde pasó tres días realizando intensos ejercicios. Cada momento era un rito. Meditaba desnuda, entonaba un grito monótono hasta quedarse sin respiración, se perdía en el bosque con una máscara y tenía que volver a ciegas, se aislaba en una cabaña junto al río, reducía sus comidas a unas almendras. El vídeo resultante de las 30 horas de grabación se convirtió en la contribución de Gaga a reconstruir el teatro que ha de albergar el Marina Abramović Institute, un espacio en Hudson (Nueva York) desde el que preservar la performance. Durante 2014, Abramovic acompañó a Gaga en numerosas presentaciones de su tercer álbum de estudio, ARTPOP.
Después de una década, en 2014 volvió a presentar una exposición en un museo español, en este caso en el Centro de Arte Contemporáneo de Málaga. El título de la exposición era Marina Abramović: Holding Emptiness. En 2016 expuso en la galería de la Fundación Helga de Alvear, (posteriormente denominada Museo de Arte Contemporáneo Helga de Alvear que cuenta con obras suyas).
En 2018 participó en la exposición colectiva La NO comunidad organizada por CentroCentro, en Madrid, que a modo de ensayo aborda el tema de la soledad desde el cuestionamiento de la idea de comunidad.
En septiembre de 2019 regresó a Belgrado, su ciudad natal, con una retrospectiva tras 44 años de ausencia.

## Premios y reconocimientos
- 1997 León de Oro, XLVII Bienal de Venecia.[28]

- 2003 Niedersächsischer Kunstpreis.[29]

- 2003 New York Dance and Performance Award (The Bessies).

- 2003 International Association of Art Critics, Best Show in a Commercial Gallery Award.

- 2008 Condecoración Austríaca de Ciencia y Arte.[30]

- 2009 Doctorado Honorario en Artes, Universidad de Plymouth UK.

- 2011 Premio al Liderazgo Cultural, American Federation of Arts.

- 2012 Doctorado Honorario en Artes, Instituto Superior de Arte, Cuba.

- 2012 Premio A La Excelencia '13 de julio', Podgorica, Montenegro.

- 2012 Oso Berlinés (no confundir con el Oso Dorado y Plateado del Festival de cine de Berlín; un galardón cultural del tabloide germano BZ)
- 2021 Premio Princesa de Asturias de las Artes.[31][32] El jurado de los premios destacó "la valentía de Abramović en la entrega al arte absoluto y su adhesión a la vanguardia".[33]

### Obra de Abramović y colaboradores
- Artist Body: Performances 1969–1998, artista, Abramović; autores Abramović, Toni Stooss, Thomas McEvilley, Bojana Pejic, Hans Ulrich Obrist, Chrissie Iles, Jan Avgikos, Thomas Wulffen, Velimir Abramović; ed. inglesa (Charta, 1998) ISBN 978-88-8158-175-7

- The Bridge / El Puente, artista Abramović, autores Abramović, Pablo J. Rico, Thomas Wulffen (Charta, 1998) ISBN 978-84-482-1857-7

- Performing Body, artista Abramović, autores Abramović, Dobrila Denegri (Charta, 1998) ISBN 978-88-8158-160-3

- Balkan Baroque, (Pierre Coulibeuf, 1999)

- Public Body: Installations and Objects 1965–2001, artista Abramović, autores Celant, Germano, Abramović (Charta, 2001) ISBN 978-88-8158-295-2

- Marina Abramović, quince artistas, Fundación Ratti; coautorrs Abramović, Anna Daneri, Giacinto Di Pietrantonio, Lóránd Hegyi, Societas Raffaello Sanzio, Angela Vettese (Charta, 2002) ISBN 978-88-8158-365-2

- Student Body, artista Abramović, vari; autores Abramović, Miguel Fernández-Cid, estudiantes; (Charta, 2002) ISBN 978-88-8158-449-9

- The House with the Ocean View, artista Abramović; autores Abramović, Sean Kelly, Thomas McEvilley, Cindy Carr, Chrissie Iles, RosaLee Goldberg, Peggy Phelan (Charta, 2004) ISBN 978-88-8158-436-9; la pieza de 2002 del mismo nombre, en donde Abramović vive sobre tres plataformas abiertas en una galería con solo agua por 12 días, se recrearon en Sex and the City en la serie de HBO sexta estación.[34]

- Marina Abramović: The Biography of Biographies, artista Abramović; coautores Abramović, Michael Laub, Monique Veaute, Fabrizio Grifasi (Charta, 2004) ISBN 978-88-8158-495-6

- Balkan Epic, (Skira, 2006)

- Balkan Erotic Epic, como productora y directora, Destricted (Offhollywood Digital, 2006)

- Seven Easy Pieces, artista, Abramović; autores Nancy Spector, Erika Fischer-Lichte, Sandra Umathum, Abramović; (Charta, 2007). ISBN 978-88-8158-626-4

- Marina Abramović, artista Abramović; autores Kristine Stiles, Klaus Biesenbach, Chrissie Iles, Abramović; (Phaidon, 2008). ISBN 978-07-1484-802-0

### Estudios críticos y académicos
- Germán Piqueras, "La muerte a través del accionismo. Los rituales de sacrificio en las obras de Hermann Nitsh y Marina Abramovic" Herejía y Belleza. Lo sagrado y lo profano, nº 8, Asociación Cultural Mentenebre y Asociación Cultural Besarilia, 2020. p. 36–42 ISSN: 2255-193X

- Germán Piqueras, "Muerte y expresión artística. La vivencia de la muerte y su repercusión en el arte europeo del siglo XX." Universitat Politècnica de València, 2017. p. 321–338 ISBN: 978-84-17098-33-9

- Peter Lodermeyer, Karlyn De Jongh, and Sarah Gold, Personal Structures: Time Space Existence Number One, p. 172 - 177, publicó DuMont, Alemania 2009, ISBN 978-3-8321-9279-2

- Laurie Anderson, “Marina Abramović,” Bomb verano 2003: 25–31

- Patrick Anderson, "How to Stage Self-Consumption," So Much Wasted: Hunger, Performance, and the Morbidity of Resistance. Durham: Duke University Press, 2010. p. 85–109

- Klaus Biesenbach (ed.) Marina Abramović: The Artist Is Present, Exhibition Catalog with essays by Klaus Biesenbach, Arthur C. Danto, Chrissie Iles, Nancy Spector, y Jovana Stokić, Museum of Modern Art, New York, 2010

- Aline Brandauer. "Marina Abramović: Double Blind." Sculpture, julio/agosto 1995, p. 23–27

- A Daneri, et al., (eds.) Marina Abramović, (Charta, 2002)

- Jovan Despotovic, Marina Abramović, ’Fin de siecle’ – Balkans way, Borba, Belgrado, 6–7 de septiembre de 1997, p. 17

- Jennifer Fisher, “Interperformance: The Live Tableaux of Suzanne Lacy, Janine Antoni, Marina Abramović,” Art Journal 56 (1997): 28–33

- Charles Green, “Doppelgangers and the Third Force: The Artistic Collaborations of Gilbert & George and Marina Abramović/Ulay,” Art Journal 59.2: 36–45

- Shogo Hagiwara, “Art Hurts: Blood and Pain are Abramović’s Media,” The Daily Yomiuri 1 de abril de 2004 p. 18

- Amelia Jones, "'The Artist is Present': Artistic Re-enactments and the Impossibility of Presence," TDR: The Drama Review 55:1 (2011): 16–45

- Janet Kaplan, “Deeper and Deeper: Interview with Marina Abramović,” Art Journal 58:2 (1999):6–19

- Zoe Kosmidou, “A Conversation with Marina Abramović,” Sculpture noviembre de 2001: 27–31

- Tom Lubbock, “Visual Arts: Caught In the Act; It’s Video But Not As We Know It,” The Independent 2 de septiembre de 2003

- Christina Manzella and Alex Watkins, "Performance Anxiety: Performance Art in Twenty-First Century Catalogs and Archives," Art Documentation primavera de 2011: 28–32

- Thomas McEvilley, “Performing the Present Tense,” Art in America abril de 2003: 114–117; 153

- Thomas McEvilley, "Art, Love, Friendship: Marina Abramović and Ulay, Together & Apart," book, Documentext (McPherson & Co.) 2010

- Asami Nagai, “Art in Harmony with Nature,” The Daily Yomiuri 24 de julio de 2003, p. 13

- Anna Novakov, “Point of Access: Marina Abramović’s 1975 Performance Role Exchange,” Woman’s Art Journal verano de 2003/invierno de 2004: 31–35

- Jennifer Phipps, “Marina Abramović/Ulay/Ulay/Marina Abramović,” Art & Text 3 (1981)

- Theresa Smalec, “Not What It Seems: The Politics of Re-Performing Vito Acconci's Seedbed,” PMC: Postmodern Culture 17 (1) 2006[35]

- Chris Thompson and Katarina Weslien, "PURE RAW: Performance, Pedagogy, and (Re)presentation," PAJ 82 (2006): 29–50

- Mechtild Widrich,  “Process and Authority. Marina Abramović’s 'Freeing the Horizon' and Documentarity,” Grey Room 47, mayo de 2012: 80–97

- “Writing Art,” Art Monthly 1999 230:13–17